# Manshū Hayabusa
Manshū MT-1 Hayabusa (яп. 隼, "Сапсан") — авіалайнер, виготовлений японською компанією Manchuria Airplane Manufacturing Company у Маньчжоу-го в кінці 1930-х. Це був звичайний консольний моноплан з низьким крилом та фіксованим шасі з хвостовим колесом. Кабіна пілота була повністю закрита та відокремлена від пасажирської кабіни, у якій могли розміститися шість осіб. Він використовувався Manchuria Aviation Company.

## Технічні характеристики (Серійний літак)
Джерело Japanese Aircraft, 1910-1941
Основні характеристики
- Екіпаж: 1 пілот
- Пасажири: 6 пасажирів
- Довжина: 9.38 м (30 фт 9¾ дм)
- Розмах крила: 13.60 м (44 фт 7½ дм)
- Висота: 3.60  м (11 фт 9¾ дм)
- Площа крила: 27.3 м² (294 кв. фт)
- Маса порожнього: 1,700 кг (3,747 lb)
- Злітна маса: 2,700 кг (5,952 lb)
- Двигун: 1 × дев'ятициліндровий радіальний двигун з повітряним охолодженням Nakajima Kotobuki[en] 2-kai-1, 343 кВт (460 кс)

Льотні характеристики
- Максимальна швидкість: 240 км/год (150 миль/год)
- Крейсерська швидкість: 200 км/год (124 миль/год)
- Дальність польоту: 902 км (560 миль)
- Практична стеля: 6,000 м (19,700 фт)